# Jeroni Guerau
Jeroni Guerau (Tortosa, ? – Barcelona 16 de setembre de 1640) va ser magistrat de la Reial Audiència de Catalunya.
Comença la seva carrera judicial com a lletrat assessor de la Diputació del General. El 1622 forma part de la comitiva enviada pels diputats a Felip IV de Castella per tal que el nou monarca juri les constitucions al Principat. Cinc anys més tard obté la plaça de magistrat a la Reial Audiència de Catalunya.
L’historiador Manuel Güell consigna un informe de Ferran d’Habsburg, virrei de Catalunya, en el qual Felip Vinyes i Jeroni Guerau són definits com a “molt superiors a la resta” de membres del tribunal.
En el marc de la guerra entre el regne de França i la Corona Hispànica, Guerau pressiona els municipis catalans perquè aportin homes i recursos econòmics per la campanya de Salses. En aquesta missió, exerceix de coordinador de les lleves del Camp de Tarragona. Aquest fet desperta una gran animadversió popular envers ell.
Durant la insurrecció de juny de 1640, els revoltats cremen propietats -per valor de 50.000 ducats- de Guerau, que es veu obligat a restar amagat. En intentar marxar a Tortosa, camuflat en la comitiva del diputat Quintana, és descobert pels segadors, que aconsegueixen matar el seu fill Josep i deixar-lo greument ferit (15 de setembre). Els consellers van portar-lo a l’església de Sant Antoni perquè es guarís. Segons la versió del Dietari de la Generalitat de Catalunya, Guerau hauria proferit crits de venjança, que haurien motivat un grup de dones a assaltar el temple, treure’n el jutge i posar fi a la seva vida. El cos de Guerau, irreconeixible per les nombroses punyalades rebudes, va ser arrossegat pels carrers de la ciutat.